# Willowmore
Willowmore dél-afrikai város Kelet-Fokföld tartományában, Sarah Baartman kerületben.
A település Knysnától 140 km-re északkeletre, Aberdeentől pedig 117 km-re délnyugatra található.

## Híres szülöttei
- Hans Strijdom dél-afrikai miniszterelnök

## Fordítás
Ez a szócikk részben vagy egészben  a   Willowmore című angol Wikipédia-szócikk ezen változatának fordításán alapul.  Az eredeti cikk szerkesztőit annak laptörténete sorolja fel. Ez a jelzés csupán a megfogalmazás eredetét és a szerzői jogokat jelzi, nem szolgál a cikkben szereplő információk forrásmegjelöléseként.